# Международный союз теоретической и прикладной механики
Международный союз теоретической и прикладной механики (в английской транскрипции IUTAM) — международная неправительственная научная организация, имеет свой Устав, объединяет научных работников в области механики.

## Деятельность
Основными целями Союза являются:
- организовывать связь между учёными и организациями, занимающимися научной работой во всех областях теоретической и прикладной механики и смежных наук, в том числе аналитических, вычислительных и экспериментальных исследований;
- организовывать международные конгрессы теоретической и прикладной механики под руководством комитета Конгресса (ст. XII), и организовывать другие международные совещания по вопросам теоретической и прикладной механики;
- заниматься другой деятельностью, должной способствовать развитию механики, как теоретической, так и прикладной, как разделов науки.

Принято Генеральной Ассамблеей 18 августа 2004 года в Варшаве, Польша

## Руководство
Высшим органом Союза является Генеральная Ассамблея.

## Аффилированные организации
- AFMC (1982) — Азиатский комитет по механике жидкости. Китайская академия наук. Пекин.
- BICTAM (2010) — Международный центр по теоретической и прикладной механике. Институт механики Академии наук Китая. Пекин.
- CACOFD (1992) — Карибский Конгресс по динамике жидкости. Отдел математики и компьютерных наук, Университет Вест-Индии, Сент-Огастин, Тринидад, Вест-Индия.
- CISM (1970) — Международный центр по механике. Удине, Италия.
- EUROMECH (1978) — Европейское общество механики. Университет Падуи. Падуя, Италия.
- HYDROMAG (1996) — Международная ассоциация по гидромагнитным явлениям и приложениям. Университет Нагоя. Нагоя, Япония.
- IABEM (1994) — Международная ассоциация по Методу Граничных Элементов.
- IACM (1984) — Международная ассоциация по вычислительной механике. Барселона, Испания.
- IAVSD (1977) — Международная ассоциация по динамике систем. Международный университет в Праге, Прага, Чешская республика.
- ICA (1998) — Международная комиссия по акустике.
- ICF (1978) — Международный конгресс по разрушению. Япония.
- ICHMT (1972) — Международный центр по тепло- и массообмена. Анкара, Турция.
- ICM (1982) — Международный конгресс по механическому поведению материалов. Университет Альберты. Эдмонтон, Канада.
- ICR (1974) — Международный комитет по реологии.
- ICTS (2002) — Международные конгрессы по тепловым стрессам. Неаполь, США.
- IIAV (1997) — Международный институт акустики и вибраций. Обернский университет, Оберн, США.
- ISIMM (1977) — Международное общество по механико-математическому взаимодействию. Университет Тренто, Тренто, Италия.
- ISSMO (1996) — Международное общество по структурной и многопрофильной оптимизации. Будапештский университет технологии и экономики. Будапешт, Венгрия.

## История
Был основан в сентябре 1922 года, когда Теодор фон Карман провёл в Инсбруке конференцию, посвящённую обсуждению вопросов гидродинамики и аэродинамики. С 1947 года IUTAM является членом Международного совета по науке.
В 2010 году IUTAM включал более 450 активных членов из 55 стран и 18 организаций.
С 1995 по 2011 год Россию в Генеральной Ассамблее IUTAM представлял Г. Г. Чёрный.

## Международные конгрессы
С 1924 года проводятся Международные конгрессы по теоретической и прикладной механике. Ниже приведен их список.
| Конгресс | Год  | Место проведения |
| -------- | ---- | ---------------- |
| XXV      | 2021 | Милан            |
| XXIV     | 2016 | Монреаль         |
| XXIII    | 2012 | Пекин            |
| XXII     | 2008 | Аделаида         |
| XXI      | 2004 | Варшава          |
| XX       | 2000 | Чикаго           |
| XIX      | 1996 | Киото            |
| XVIII    | 1992 | Хайфа            |
| XVII     | 1988 | Гренобль         |
| XVI      | 1984 | Люнгбю           |
| XV       | 1980 | Торонто          |
| XIV      | 1976 | Делфт            |
| XIII     | 1972 | Москва           |
| XII      | 1968 | Станфорд         |
| XI       | 1964 | Мюнхен           |
| X        | 1960 | Стреза           |
| IX       | 1956 | Брюссель         |
| VIII     | 1952 | Стамбул          |
| VII      | 1948 | Лондон           |
| VI       | 1946 | Париж            |
| V        | 1938 | Кембридж         |
| IV       | 1934 | Кембридж         |
| III      | 1930 | Стокгольм        |
| II       | 1926 | Цюрих            |
| I        | 1924 | Делфт            |
| Oсн      | 1922 | Инсбрук          |